# Labidocera boxshalli
Labidocera boxshalli is een eenoogkreeftjessoort uit de familie van de Pontellidae. De wetenschappelijke naam van de soort is voor het eerst geldig gepubliceerd in 2010 door El-Sherbiny & Ueda.